# Anton Horvath
Anton Horvath (* 7. Juni 1888 in Neusiedl am See; † 14. Juni 1966 ebenda) war ein österreichischer Sattlermeister und Politiker (CS). Er war von 1923 bis 1934 Abgeordneter zum Burgenländischen Landtag.

## Leben
Horvath wurde als Sohn des Sattlermeisters Johann Horvath aus Neusiedl am See geboren. Er besuchte die Volks- und Berufsschule und erlernte den Beruf des Sattlermeisters. 1932 wurde Horvath zum Kommerzialrat ernannt.
Horvath war verheiratet.

## Politik
Horvath war Mitglied von 1922 bis 1934 Mitglied des Landesparteivorstandes der Christlichsozialen Partei des Burgenlandes und begründete 1930 die Landesgruppe des Burgenländischen Wehrbundes. Ab 1937 hatte er die Funktion eines Kammerrats der Burgenländischen Handels- und Gewerbekammer inne. Horvath war zwischen 1930 und 1932 Bürgermeister der Stadt Neusiedl am See und vertrat die Christlichsoziale Partei vom 13. November 1923 bis zum 31. Oktober 1930 über drei Gesetzgebungsperioden lang im Burgenländischen Landtag. 